# Курганная группа около усадьбы «Горки Ленинские»
Курганная группа около усадьбы «Горки Ленинские» — курганный некрополь вятичей XII—XIII вв. Располагается на территории усадебного парка. Обнаружено 59 насыпей высотой до 3-х метров.
За курганами закреплён статус:
- памятника археологии федерального значения указом президента РФ от 20.02.1995 № 176;
- объекта культурного наследия постановлением правительства Московской области от 30.09.2004 № 596/38.